# Caluera surinamensis
Caluera surinamensis là một loài thực vật có hoa trong họ Lan. Loài này được Dodson & Determann mô tả khoa học đầu tiên năm 1983.